# Rosengart

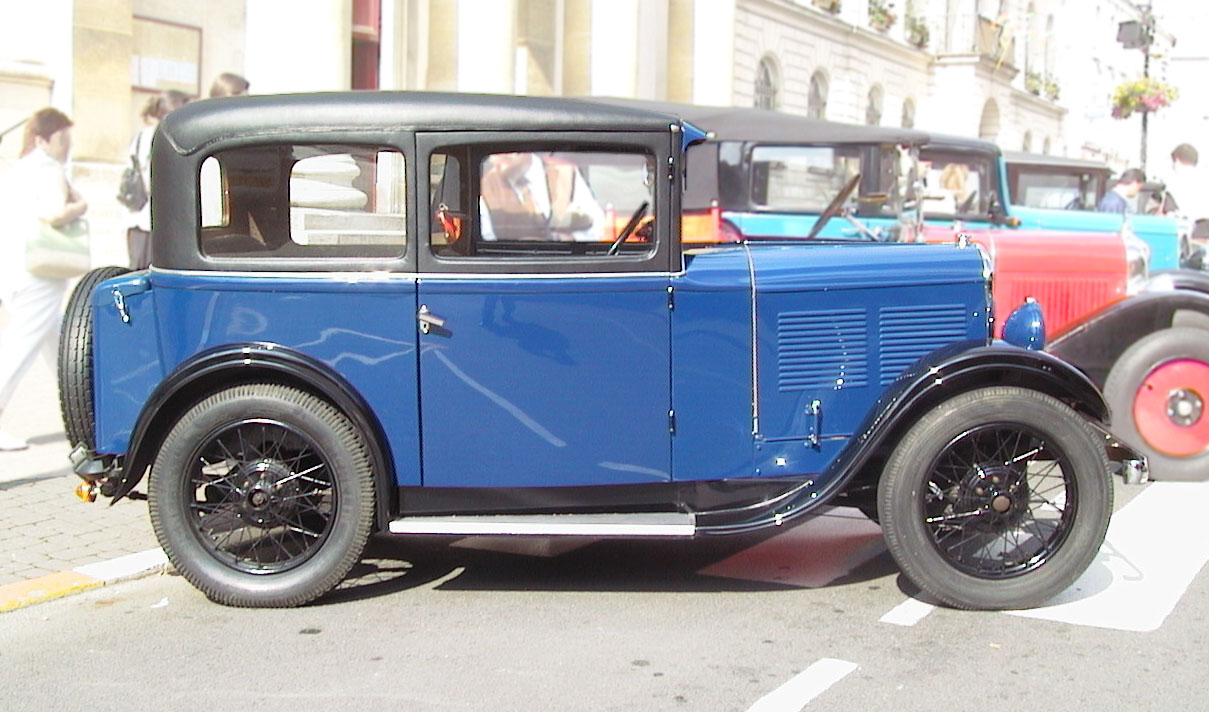
Rosengart LR2

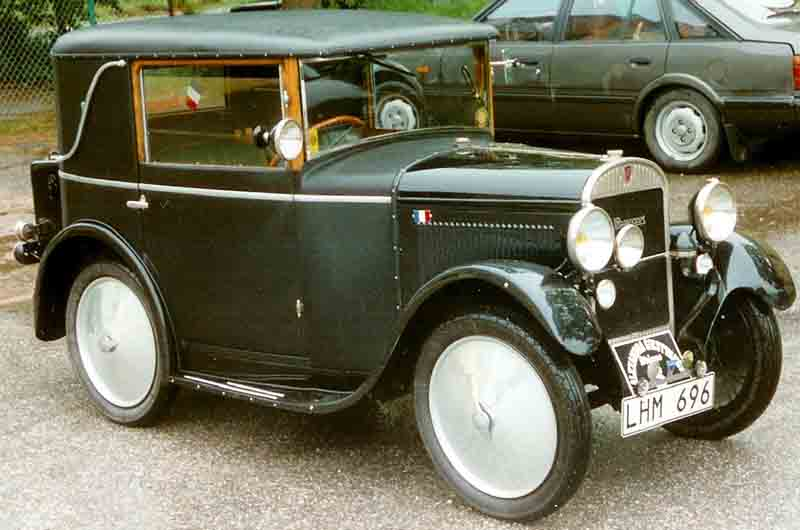
Rosengart LR4 (1928)

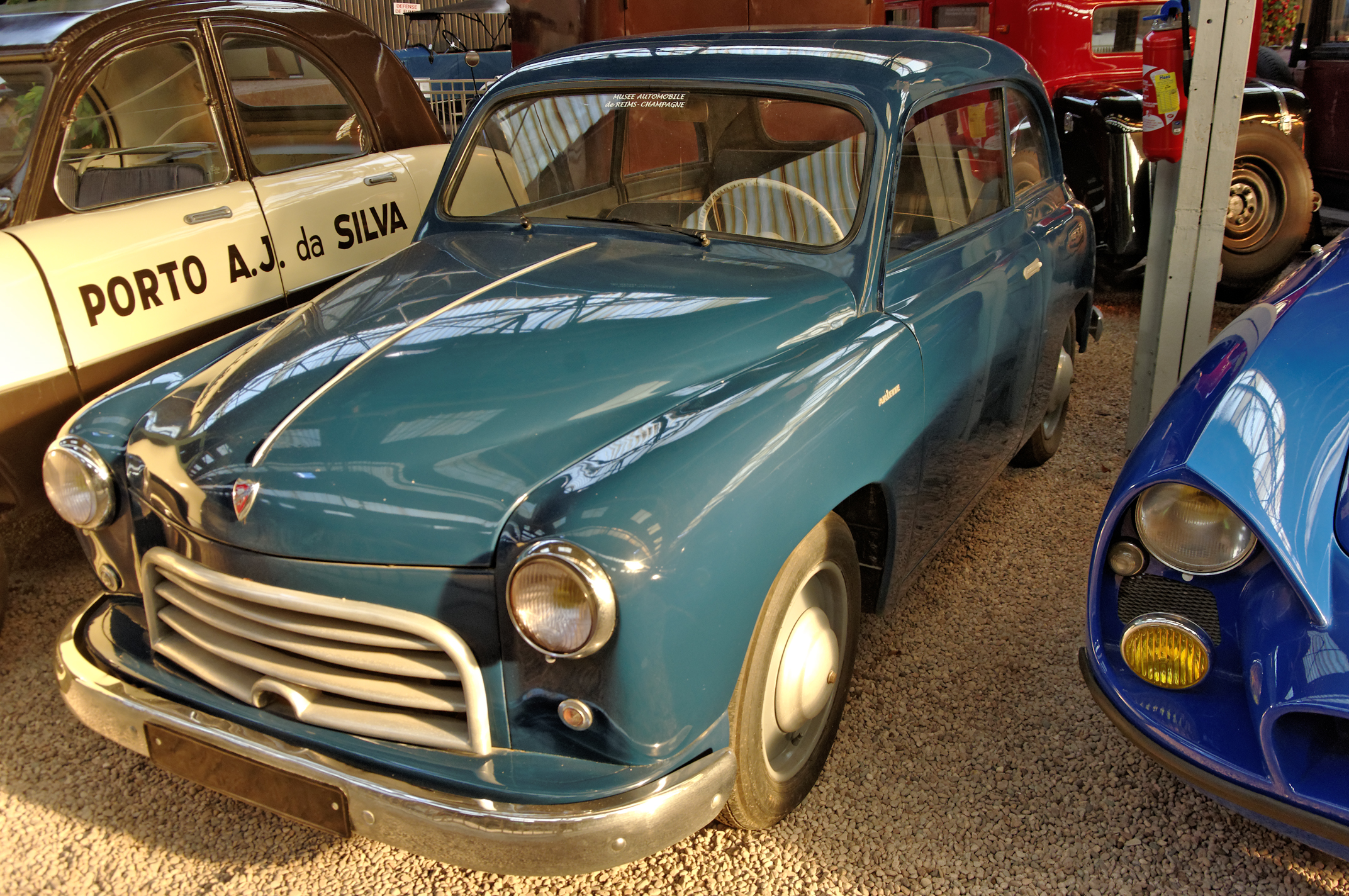
Rosengart Ariette

Rosengart is een historisch merk van auto's en motorfietsen.
Lucien Rosengart was de eigenaar van een Frans bedrijf met 4500 werknemers, dat auto-onderdelen en bouten produceerde. Nadat hij steeds meer auto-onderdelen voor Citroën ging maken, was hij van mening dat hij ook auto's kon gaan produceren.
Het eerste auto-model dat hij bouwde was een Rosengart LR2, een in licentie gebouwde Austin Seven, waarbij de letters LR in de serieaanduidingen de initialen van de stichter zijn. De LR2 was een groot verkoopsucces. In 1931 werd de Rosengart LR4 gepresenteerd. Deze auto werd aangedreven door een tot 1097 cc opgeboorde motor. Rond deze tijd sloot Rosengart een licentie met Adler, waardoor hij de Adler Trumpf and Trumpf Junior kon produceren. In tegenstelling tot de Austin waren dit relatief moderne auto's met voorwielaandrijving.
Hoewel Lucien Rosengart de productiecapaciteit van zijn bedrijf op 60.000 stuks per jaar schatte, kwam hij niet verder dan 30 auto's per werkdag. Na de LR4 werd de auto al snel opgevolgd door de LR44, LR45, LR47 en de LR49.
Na de Tweede Wereldoorlog kwam de Rosengart Fourgonnette uit. Deze auto had nog veel weg van de LR4, alleen de neus was geheel anders. Het succes wat Lucien Rosengart met de LR2 en LR4 had kon hij niet meer evenaren. Hij heeft in 1950 het nog geprobeerd met de Rosengart Ariette en de Rosengart 4CV break. De Rosengart 4CV break werd in 1953 uitgebracht en was toen voor die tijd een zeer moderne auto. Deze auto sloeg niet aan bij het publiek. In 1955 probeerde hij het nog een keer met het uitbrengen van een nieuw model genaamd Rosengart Sagaie, dat echter het productiestadium niet haalde.
In Rath (Bedburg) in Duitsland staat een aan het merk Rosengart gewijd automuseum.
In de jaren 1922 en 1923 produceerde het bedrijf echter motorfietsen met 98 cc Train-tweetaktmotoren. Het merk werd toen ook wel L. Rosengart genoemd.